# Depressió de Danakil
La Depressió de Danakil és la part nord de la Depressió d'Àfar o Triangle d'Àfar d'Etiòpia, una depressió geològica que prové de la divergència de tres plaques tectòniques a la Banya d'Àfrica.

## Geologia

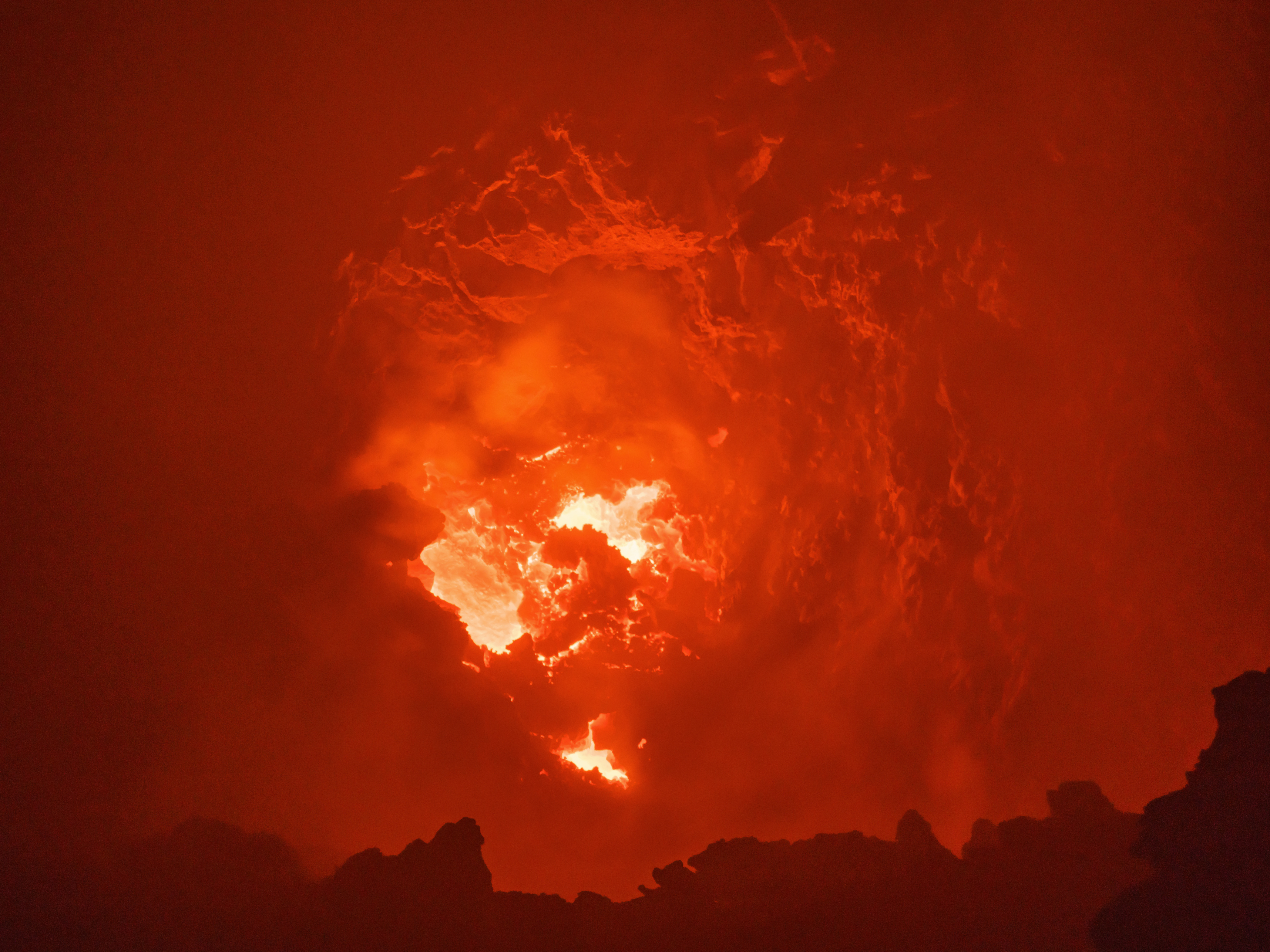
El volcà Erta Ale en erupció dins la Depressió de Danakil

La Depressió de Danakil és en la triple cruïlla de tres plaques tectòniques i té una història geològica complexa. S'ha format com a resultat de la separació d'Àfrica i Àsia, i això ha provocat la formació de clivelles i activitat volcànica. L'erosió, la inundació marina i l'ascens i descens del terreny han contribuït a la formació d'aquesta depressió. Les roques sedimentàries, com ara el gres i la calcària, estan superposades de manera irregular pel basalt, que és el resultat d'extensos fluxos de lava.

## Localització
La Depressió del Danakil és una plana d'uns 200 km x 50 km, situada al nord de l'àrea etíop d'Àfar, a prop de la frontera amb Eritrea. És a uns 125 m per sota del nivell de la mar i limita a l'oest amb l'altiplà etíop i a l'est amb els Alps de Danakil, més enllà dels quals es troba la mar Roja.
Sovint es fa referència a l'àrea com el bressol de la humanitat. El 1974, Donald Johanson i els seus col·legues hi trobaren el famós fòssil d'Australopithecusafarensis Lucy, que té una antiguitat de 3,2 milions d'anys, i molts altres fòssils d'homínids antics han estat descoberts ací, cosa que dugué molts paleontòlegs a proposar que aquesta àrea és on l'espècie humana evolucionà per primera vegada.

## Característiques

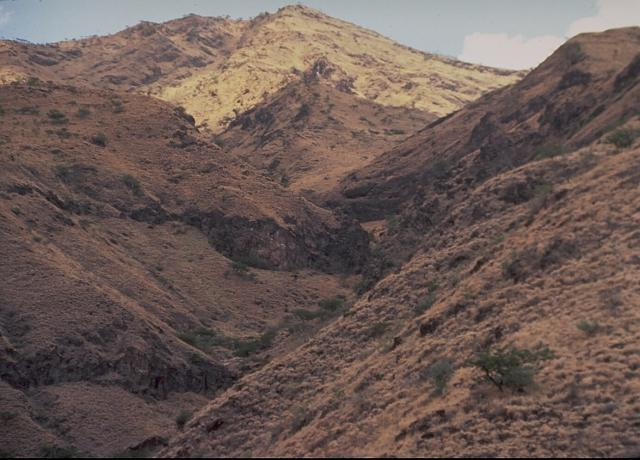
L'Ayelu, el més occidental i més antic de dos volcans a l'extrem sud de la Depressió de Danakil

La Depressió de Danakil és l'indret més calorós de la Terra respecte a temperatures mitjanes anuals. També és un dels llocs més baixos del planeta, a 100 m per sota del nivell de la mar, i sense pluja la major part de l'any. Ací, el riu Awash s'asseca en una cadena de llacs salats, com ara el llac Afrera, i mai no arriba a l'Índic.
La muntanya Ayelu és la més occidental i antiga dels dos volcans situats a l'extrem sud de la Depressió de Danakil. L'altre volcà actiu, Erta Ale, és un dels llacs de cràter de lava que bombollegen des del mantell terrestre. A més a més, la zona conté les deus de sofre de Dallol, o aigües termals. Aquests ambients humits de la Depressió de Danakil s'estan investigant per a ajudar a entendre com podria sorgir la vida en altres planetes i llunes. Molts microorganismes que viuen ací són microbis extremòfils de gran interès per als astrobiòlegs. A l'octubre del 2019, però, alguns científics van informar que no s'havia trobat que existissen formes de vida terrestres, incloses les formes extremes de microorganismes arqueus, en les condicions molt càlides, àcides i salades presents en algunes parts de la Depressió de Danakil.

### Aigües termals
Entre els punts geològics d'interès hi ha la circulació hidrotermal de Dallol i el Llac Groc.
Gaet'ale Pond és un petit llac hipersalí situat sobre una font termal tectònica en la Depressió de Danakil (Àfar, Etiòpia). Amb una salinitat del 43%, Gaet'ale Pond és el cos d'aigua més salat de la Terra. L'estany es creà al gener del 2005 després d'un terratrèmol, segons els habitants del poble d'Ahmed'ela, que va fer reactivar la font termal.